# Carena de Puigsolana
La Carena de Puigsolana és una serra situada al municipi de la Vall de Bianya a la comarca de la Garrotxa, amb una elevació màxima de 497 metres.